# Phyllanthus petaloideus
Phyllanthus petaloideus là một loài thực vật có hoa trong họ Diệp hạ châu. Loài này được Paul G.Wilson miêu tả khoa học đầu tiên năm 1962.